# Gadougou I
Gadougou I is een gemeente (commune) in de regio Kayes in Mali. De gemeente telt 25.400 inwoners (2009).
De gemeente bestaat uit de volgende plaatsen:
- Balenko
- Dakamakania
- Djougoufing
- Doumbaga
- Faloya
- Farabalé
- Gakouroukoto
- Kamita
- Kéniéto
- Kountougoun
- Lenguekoto
- Makanakoto
- Sagabari (hoofdplaats)
- Sanfinia
- Ségouna
- Sita Oulen
- Tagbarissan